# Tomohisa Asō
Tomohisa Asō (麻生 智久, Asō Tomohisa) (nascido em 13 de maio, ano desconhecido) é um seiyuu de Kanagawa, afiliado com a Aoni Production. Seu nome verdadeiro (como seu antigo nome de cena) é Takuya Matsumaru (松丸 卓也, Matsumaru Takuya). Ele é melhor conhecido por seu papel de Peppy Hare na série de jogos eletrônicos Star Fox.